# 東新川駅 (群馬県)
東新川駅（ひがしにっかわえき）は、群馬県桐生市新里町新川にある上毛電気鉄道上毛線の駅である。

## 歴史
- 1993年（平成5年）10月19日 - 開業[2]。

## 駅構造
単式ホーム1面1線を有する地上駅。無人駅である。

## 利用状況
出典はいずれも桐生市統計書より。
| 乗降人員推移       | 乗降人員推移 |
| 年度               | 1日平均人数  |
| ------------------ | ------------ |
| 2009年（平成21年） | 66           |
| 2010年（平成22年） | 58           |
| 2011年（平成23年） | 58           |
| 2012年（平成24年） | 62           |
| 2013年（平成25年） | 78           |
| 2014年（平成26年） | 58           |
| 2015年（平成27年） | 48           |
| 2016年（平成28年） | 51           |
| 2017年（平成29年） | 52           |
| 2018年（平成30年） | 56           |
| 2019年（令和元年） | 51           |
| 2020年（令和02年） | 48           |
| 2021年（令和03年） | 76           |

## 駅周辺
地元利用目的のために設置された駅であるため、新川東側地区の住宅に近い場所にある。なお、駅東側には工場地がある。
- 銅林工業所
- 大和メタル工業
- ダイシン産業
- 下山内科
- 群馬県道73号伊勢崎大間々線
- 群馬県道291号境木島大間々線

## 隣の駅
上毛電気鉄道
■上毛線
新川駅 - 東新川駅 - 赤城駅